# 쯔세현
쯔세현(베트남어: Huyện Chư Sê / 縣諸色)은 베트남 중부 고원 지방 잘라이성의 현이다.

## 행정 구역
쯔세현은 1시진, 14사를 관할하고 있다.

### 시진
- 쯔세 시진 (Thị trấn Chư Sê, 諸色市鎭)

### 사
- 아이바사 (Xã Al Bá)
- 아윤사 (Xã Ayun)
- 바마이흐사 (Xã Bar Măih, 巴明社)
- 응오옹사 (Xã Bờ Ngoong, 博昂社)
- 쯔뻥 사 (Xã Chư Pơng, 諸蓬社)
- 준사 (Xã Dun, 潤社)
- 흐봉사 (Xã Hbông, 赫崩社)
- 이어블랑 사 (Xã Ia Blang, 亞博朗社)
- 이어글라이 사 (Xã Ia Glai, 亞格來社)
- 이어흘롭 사 (Xã Ia Hlốp, 亞赫罗社)
- 이어꼬 사 (Xã Ia Ko, 亞高社)
- 이어빨 사 (Xã Ia Pal, 亞坡社)
- 이어띠엠 사 (Xã Ia Tiêm, 亞典社)
- 꽁흐똑사 (Xã Kông Htok)